# Simona Dammer
Simona Dammer (* 25. August 2002 in München) ist eine deutsche Volleyball- und Beachvolleyballspielerin.

## Karriere Halle
Dammer wuchs im Allgäu auf und spielte in ihrer Jugend Volleyball beim SV Mauerstetten, mit dem sie 2015 in Straubing Deutsche U14-Meisterin wurde. Mit der Auswahl Bayerns siegte sie 2017 beim Bundespokal Süd U16 in Mömlingen und 2018 beim Bundespokal U17 in Wiesbaden. Dammer war auch in der Dritten Liga Ost aktiv, 2018 mit einem Zweitspielrecht für die zweite Mannschaft des SV Lohhof und 2018/19 für den SV Mauerstetten. 2019 wechselte die Libera zum Bundesstützpunkt VC Olympia Berlin und spielte in der 2. Bundesliga Nord. 2020 wechselte Dammer zum Bundesligisten Rote Raben Vilsbiburg. Seit 2022/23 spielt Dammer als Mittelblockerin in der zweiten Bundesliga Süd beim TV Altdorf, mit dem sie in ihrer ersten Saison Vizemeisterin wurde.
Dammer spielte auch in der deutschen Juniorinnen-Nationalmannschaft, mit der sie 2018 bei der U17-Europameisterschaft in Bulgarien Platz sieben erreichte.

## Karriere Beach
Dammer spielte an der Seite von Chiara Lukes auch Beachvolleyball. Dammer/Lukes gewannen mehrere Bayerische Jugendmeisterschaften und wurden 2017 Deutsche U17-Meisterinnen. 2018 siegten sie beim U17-Bundespokal in Damp und wurden Dritte bei der deutschen U18-Meisterschaft. Im Corona-Jahr 2021 erreichten sie bei der deutschen U20-Meisterschaft im Rahmen der Ruhr Games in Bochum den zweiten Platz.